# Аллахвердієв Хабіб Мевлидинович
Аллахвердієв Хабіб Мевлидинович (лезгин. Аллагьвердиев Гьабиб Мевлидинан хва; рос. Аллахвердиев Хабиб Мевлидинович; 8 грудня 1982, Каспійськ) — російський професійний боксер лезгинського походження, призер чемпіонату світу серед аматорів, чемпіон світу за версією IBO (2012—2014) у першій напівсередній вазі.

## Аматорська кар'єра
2000 року Хабіб Аллахвердієв став бронзовим призером молодіжного чемпіонату світу.
2004 року став чемпіоном Росії.
На чемпіонаті світу 2005 завоював бронзову медаль.
- В 1/16 фіналу переміг Уранчимегійн Менх-Ердене (Монголія) — 27-19
- В 1/8 фіналу переміг Алі Фархад Фахран (Катар) — RSCO
- У чвертьфіналі переміг Тібора Дудаш (Угорщина) — 345-27
- У півфіналі програв Йорденісу Угасу (Куба) — 22-45

На командному Кубку світу 2006 здобув одну перемогу у складі збірної Росії і отримав з командою срібну медаль.

## Професіональна кар'єра
2007 року дебютував на професійному рингу. Впродовж 2007—2011 років провів п'ятнадцять переможних боїв.
20 червня 2012 року виграв титул чемпіона світу за версією IBO у першій напівсередній вазі.
30 листопада 2012 року Хабіб Аллахвердієв вийшов на бій за вакантний титул чемпіона WBA Regular проти непереможного домініканця Джоана Гусмана (33-0, 20KO). Бій закінчився достроково у восьмому раунді через ушкодження Гусмана. Перемогу здобув Аллахвердієв, що лідирував на той момент на суддівських записках.
12 квітня 2014 року Хабіб Аллахвердієв втратив титули чемпіона IBO та WBA Regular, програвши одностайним рішенням суддів американцю Джессі Варгасу.
3 жовтня 2015 року в Цинциннаті, США в бою за вакантний титул чемпіона світу за версією WBA у першій напівсередній вазі Аллахвердієв зустрівся з американцем Едріеном Бронером і програв технічним нокаутом у 12-му раунді за 27 секунд до закінчення бою.